# Alex North
Alex North (geboren: Isadore Soifer) (Chester (Pennsylvania), 4 december 1910 – Los Angeles, 8 september 1991) was een Amerikaans componist.

## Levensloop
North studeerde met studiebeurzen bij George Boyle piano aan het Curtis Institute of Music in Philadelphia. Vanaf 1930 studeerde hij compositie bij Bernard Wagenaar aan de Juilliard School of Music in New York en van 1933 tot 1934 zelfs aan het Conservatorium van Moskou (Russisch: Московская Государственная Консерватория им. П.И.Чайковского) in Moskou bij Anton Weprik en Victor Biely, omdat hij enthousiast was van de Russische muziek, speciaal op die van Sergej Prokofjev. Na zijn terugkomst in 1936 in de Verenigde Staten studeerde hij nog bij Aaron Copland (1936-1939) en Ernst Toch (1938-1939).
In 1939 begeleidde hij de danscompagnie van Anna Sokolow bij een reis door Mexico en leerde daarbij de bijzonderheden en de structuur van de Mexicaanse volksmuziek kennen. Naast Anna Sololow schreef hij ook voor de danseressen en choreografen Martha Graham, Hanya Holm en Agnes de Mille muziek.
In de jaren dertig en veertig schreef North veel werken voor documentaires.
Heel succesrijk was zijn werk Revue voor klarinet en orkest, dat op 18 november 1946 door Benny Goodman (klarinet) en de New York Philharmonic onder leiding van Leonard Bernstein in première ging. In 1949 schreef hij de muziek voor het toneelstuk Dood van een handelsreiziger (Engels: Death of a Salesman) van de Amerikaanse schrijver Arthur Miller in de enscenering van Elia Kazan; voor de gelijknamige film van 1951 bewerkte North zijn partituur. Uit de vriendschap met Kazan kwam hij naar Hollywood, waar hij zich in het loop van de jaren tot een van de belangrijkste filmcomponisten ontwikkelde. De veel jazzelementen onthoudende filmmuziek tot A Streetcar Named Desire (1951) wordt als richtinggevend beschouwd. Tot de bekendste filmmuziek behoren Spartacus (1960), The Misfits (1961), Cleopatra (1963), Who's Afraid of Virginia Woolf? (1966), Prizzi's Honor (1985) en Good Morning, Vietnam (1987).
Alhoewel hij veertien keer voor de Academy Award genomineerd was, won hij deze trofee nooit; in 1985 kreeg hij een speciale prijs tijdens de 58ste Oscaruitreiking. In 1969 ontving hij de Golden Globe voor de beste filmmuziek The Shoes of the Fisherman. In 1986 ontving hij voor zijn levenswerk als eerste filmcomponist de Lifetime Achievement Award.
Naast veel filmmuziek schreef hij ook andere werken, vooral liederen, waarvan de evergreen Unchained Melody ongetwijfeld het bekendste lied is.

## Composities

### Werken voor orkest
- 1937 Quest, symfonische suite voor kamerorkest
- 1939-1957 Concert, voor piano en orkest met obligate trompet
- 1940 Suite, voor piano en orkest
- 1941 Rhapsody, voor piano en orkest
- 1945 Holiday Set, voor kamerorkest
- 1946-1947 Revue, voor klarinet en orkest
- 1947 Symfonie nr. 1, voor orkest
- 1950 3 Pieces, voor kamerorkest
- 1951 Symphonic suite from "A Streetcar Named Desire", voor orkest
- 1951 Symphonic suite from "Death of a Salesman", voor orkest
- 1952 Symphonic suite from "Viva Zapata!", voor orkest

### Werken voor harmonieorkest
- 1949 Country Capers (bewerkt door P.J. Lang)
- 1955 Unchained Melody (bewerkt door Paul Yoder)
- 1977 Rich Man, Poor Man (bewerkt door John Cacavas)
- 1977 A Symphonic Scenario from "Spartacus" (bewerkt door John Cacavas)

### Cantates
- 1946 Morning Star, cantate voor spreker, gemengd koor en orkest
- 1947 Negro Mother Cantata, voor gemengd koor en orkest – tekst: Langston Hughes

### Muziektheater

#### Balletten
| Voltooid in | titel                                              | aktes | première                                                    | libretto | choreografie                                                                       |
| ----------- | -------------------------------------------------- | ----- | ----------------------------------------------------------- | -------- | ---------------------------------------------------------------------------------- |
| 1933        | Pre-Classic Suite                                  |       | 28 oktober 1933, New York, Grand St. Playhouse              |          | Anna Sokolow                                                                       |
| 1935        | Speaker                                            |       | 22 december 1935, New York, Adelphi Theatre                 |          | Anna Sokolow                                                                       |
| 1936        | Ballad in A Popular Style                          |       | 5 april 1936, New York, Theresa L. Kaufmann Auditorium YMHA |          | Anna Sokolow                                                                       |
| 1936        | War-Monger                                         |       | 11 januari 1937, Detroit, Detroit Art Institute             |          | Anna Sokolow                                                                       |
| 1937        | War Poem/War is Beautiful                          |       | 28 februari 1937, Bennington, Bennington College            |          | Anna Sokolow                                                                       |
| 1937        | Slaughter of the Innocents (Madrid 1937)           |       | 14 november 1937, New York, Guild Theatre                   |          | Anna Sokolow                                                                       |
| 1937        | Facade – Espozione Italiana                        |       | 1937, Bennington (Vermont), Bennington Festival             |          | Anna Sokolow                                                                       |
| 1937        | American Lyric                                     |       | 13 december 1937, New York, Guild Theatre                   |          | Martha Graham                                                                      |
| 1939        | Figure of Bewilderment                             |       | 12 december 1939, New York, Columbia-universiteit           |          |                                                                                    |
| 1940        | Lupe                                               |       | 26 oktober 1940, New York, Maxine Elliott Theatre           |          | Esther Junger                                                                      |
| 1941        | Golden Fleece                                      |       | 17 maart 1941, Mansfield, Mansfield Theatre                 |          | Hanya Holm                                                                         |
| 1941        | Rhapsody USA – Square Dance in Jazz                |       |                                                             |          | Esther Junger                                                                      |
| 1941        | Prelude; Will-o-Wisp; Trineke                      |       | 26 januari 1942, New York, Barbizon Plaza Hall              |          | Martha Kruger, Atty Von en Berg                                                    |
| 1942        | Clay Ritual                                        |       | mei 1942, Hartford, Avery Memorial                          |          | Truda Kaschmann                                                                    |
| 1953        | Wall St. Ballet                                    |       | 1953, live tv-ballet voor Your Show of Shows                |          | James Starbuck                                                                     |
| 1955        | Daddy Long Legs Dream Ballet                       |       | 1955 voor de film "Daddy Long Legs"                         |          | Roland Petit voor Leslie Caron                                                     |
| 1958        | Le Mal de Siècle (Souvenirs of Another Generation) |       | 3 juli 1958, Brussel, Wereldtentoonstelling / Expo 58       |          | Rosella Hightower, James Starbuck, voor Marquis De Cuevas Co., Monte-Carlo, France |

#### Musical
- 1943 The Hither and Dither of Danny Dither, musical – tekst: Jeremy Gary – choreografie: Anna Sokolow

### Vocale muziek

#### Werken voor koor
- 1942 Ballad of Valley Forge, voor solisten, gemengd koor en orkest
- 1942 There's A Nation, voor gemengd koor

#### Liederen
- 1936 Unchained Melody, voor zangstem en orkest – tekst: Hy Zaret
- 1941 Down in the Clover
- 1946 Elegy

### Kamermuziek
- 1936 Woodwind Trio, voor dwarsfluit, klarinet en fagot
- 1939 Strijkkwartet
- 1942 Blaaskwintet

### Werken voor piano
- 1940 Vier preludes

### Werken voor jazzensemble
- 1941 Cross Examine the Witness – Jazz

### Filmmuziek

#### Documentaires
- 1936 China Strikes Back
- 1937 Heart of Spain
- 1937 People of the Cumberland
- 1939 Venezuela
- 1939 The City
- 1940 Rural Nurse
- 1940 Mt. Vernon
- 1944 A Million Children
- 1945 Library of Congress
- 1945 A Better Tomorrow
- 1947 Road to Decision
- 1947 Sentence Suspended
- 1950 Coney Island, U.S.A.
- 1953 Decision for Chemistry

#### Lange speelfilms (selectie)
- 1951 A Streetcar Named Desire
- 1951 Death of a Salesman (Dood van een handelsreiziger)
- 1951 The 13th Letter
- 1952 Viva Zapata!
- 1952 Les Misérables
- 1952 Pony Soldier
- 1952 The Member of the Wedding
- 1954 Go, Man, Go!
- 1954 Désirée
- 1955 Unchained
- 1955 Man with the Gun
- 1955 The Racers
- 1955 The Rose Tattoo
- 1955 I'll Cry Tomorrow
- 1956 The Bad Seed
- 1956 The Rainmaker
- 1956 Four Girls in Town
- 1956 The King and Four Queens
- 1957 The Bachelor Party
- 1958 The Long Hot Summer
- 1958 Stage Struck
- 1958 Hot Spell
- 1958 South Seas Adventure
- 1959 The Sound and the Fury
- 1959 The Wonderful Country
- 1960 Spartacus
- 1961 The Children's Hour
- 1961 Sanctuary
- 1961 The Misfits
- 1962 All Fall Down
- 1963 Cleopatra
- 1964 The Outrage
- 1964 Cheyenne Autumn
- 1965] The Agony and the Ecstasy
- 1966 Who's Afraid of Virginia Woolf?
- 1967 Africa
- 1968 The Devil's Brigade
- 1968 The Shoes of the Fisherman
- 1969 A Dream of Kings
- 1969 Hard Contact
- 1971 Willard
- 1972 Pocket Money
- 1972 Rebel Jesus
- 1973 Once Upon a Scoundrel
- 1973 Lost in the Stars
- 1974 Shanks
- 1975 Journey Into Fear
- 1975 Bite the Bullet
- 1976 The Passover Plot
- 1978 Somebody Killed Her Husband
- 1979 Wise Blood
- 1980 Carny
- 1981 Dragonslayer
- 1984 Under the Volcano
- 1985 Prizzi's Honor
- 1985 Death of a Salesman
- 1987 The Dead
- 1987 Good Morning, Vietnam
- 1988 The Penitent
- 1990 The Last Butterfly

## Publicaties
- Seminar on film music : AFI/CAFS, October 18, 1971 (3:15 pm.). Transcript of the seminar is held at the AFI/Louis B. Mayer Library (Los Angeles)
- New Film Directors Accenting Music as Potent Dramatic Angle : Alex North., in: Variety, 220 (Oct. 12, 1960), p. 59.
- Notes on "The Rainmaker", in: Film and TV Music, 16, No. 3 (Spring 1957), p. 3-15.
- Notes on the Score of "The Rose Tattoo", in: Film Music, 15, No. 2 (Winter 1955), p. 3-15.